# فریدون دواچی
فریدون دواچی (۱۳۱۸ تهران) بنیان‌گذار رشته روماتولوژی و استاد ممتاز دانشگاه علوم پزشکی تهران است. ایشان یکی از برگزیدگان سومین دوره جایزه علمی علامه طباطبایی بنیاد ملی نخبگان در سال 1392 می باشند.

## تولد و تحصیلات
دواچی متولد ۱۳۱۸ در تهران بوده و تحصیلات خود را تا مقطع دیپلم در مدارس فردوسی و البرز گذراند و سپس برای تحصیلات پزشکی به فرانسه رفت. او دوره‌های پزشکی عمومی (۱۳۳۵ تا ۱۳۴۳) و تخصص و فوق تخصص را در دانشگاه پاریس با گرایش روماتولوژی (۱۳۴۳ تا ۱۳۴۶) به پایان برد.

## فعالیتهای علمی و اجرایی
دکتر دواچی در سال ۱۳۴۷ به ایران برگشته و به استخدام دانشگاه تهران در می‌آید. او در سال ۱۳۴۸ به سمت استادیار، ۱۳۵۵ دانشیار و در سال ۱۳۶۵ به استادی و ۱۳۹۰ به استاد ممتاز دانشکده پزشکی دانشگاه علوم پزشکی تهران معین می‌شود.
او اولین درمانگاه سرپایی فوق تخصصی روماتولوژی در سال ۱۳۴۹ در بیمارستان امام خمینی و اولین بخش فوق تخصصی روماتولوژی در سال ۱۳۵۳ در بیمارستان شریعتی تأسیس کرده و ریاست این بخش و مرکز تحقیقات روماتولوژی را بر عهده داشته است. فریدون دواچی اولین مدرس دانشگاه تهران در رشته روماتولوژی بود و مؤسس دوره فوق تخصصی روماتولوژی در ایران است.
ار دیگر فعالیت‌های دواچی می‌توان به تأسیس انجمن روماتولوژی ایران در اواخر دهه چهل و ریاست این انجمن نام برد. او یکی از پزشکان پیشرو در درمان بیماری بهجت و از مؤسسان جامعه بین‌المللی بیماری بهجت است.

## فعالیت های بین‌المللی
- عضو هیئت مدیره جامعه روماتولوژی قاره آسیا و اقیانوسیه (APLAR) (Asia and Pacific area League of Associations for Rheumatology)
- رئیس کمیته تحقیقاتی بیماری بهجت جامعه روماتولوژی قاره آسیا و اقیانوسیه
- عضو گروه بین‌المللی تحقیقاتی بیماری بهجت
- عضو هیئت موسس جامعه جهانی بیماری بهجت
- عضو شورای جامعه جهانی بیماری بهجت
- عضو رســمی کالج روماتولوژی آمریکا (ACR)
- عضو هیئت رئیسه ی انجمن بین‌المللی بیماری بهجت از سال 2000
- ریاست کمیته بهجت جامعه روماتولوژی آسیا و اقیانوسیه APLAR[۶] [۷]